# Iñigo Lekue
Iñigo Lekue Martínez (Bilbao, 4 maggio 1993) è un calciatore spagnolo, difensore dell'Athletic Bilbao.

## Carriera
Lekue si è formato nelle giovanili del Danok Bat. Nell'estate del 2012 si è trasferito all'Athletic Bilbao e ha fatto il suo debutto con la squadra riserve.
Il 29 giugno 2015 è stato promosso nella squadra principale de La Liga.
Lekue ha esordito ufficialmente con la prima squadra il 15 agosto 2015, subentrando a Sabin Merino nel 4-0 casalingo del FC Barcelona valevole per la Supercopa de España. Quindici giorni dopo ha fatto la sua prima apparizione in campionato, nella sconfitta per 0-2 contro l'SD Eibar.
Lekue ha segnato il suo primo goal tra i professionisti il 21 dicembre 2015, contro il CD Lugo. Il 3 aprile successivo ha segnato per la prima volta nella massima serie, nel pareggio per 1-1 con il Granada CF allo Stadio di San Mamés. L'8 giugno 2016 prolunga il contratto fino al 2019.
Nella stagione 2017/18, a causa della lunga assenza di Óscar de Marcos a causa di un infortunio, ha giocato la maggior parte delle partite come terzino destro, ma anche come terzino sinistro. Il 28 febbraio gioca la sua centesima partita con l'Athletic Club contro il Valencia CF (1-1).
Il seguente 22 agosto, alla prima di campionato, si infortuna gravemente alla caviglia, compromettendo la stagione.

## Palmarès

### Club

#### Competizioni nazionali
- Supercoppa di Spagna: 2

Athletic Bilbao: 2015, 2021
- Coppa di Spagna: 1

Athletic Bilbao: 2023-2024